# مگی سیمپسون
مارگارت لنی «مگی» سیمپسون (به انگلیسی: Margaret Lenny "Maggie" Simpson) یک شخصیت تخیلی در انیمیشن سریالی تلویزیونی سیمپسون‌ها می‌باشد و کوچک‌ترین عضو خانوادهٔ سیمپسون محسوب می‌شود. وی نخستین‌بار در ۱۹ آوریل سال ۱۹۸۷ در انیمیشن کوتاه «شب خوش» از برنامهٔ نمایش تریسی آلمن در تلویزیون ظاهر شد. مگی توسط کارتونیست مت گرینیگ زمانی که او در لابی دفتر جیمز ال. بروکس منتظر بود، خلق و طراحی شد. نام کوچک او از خواهر کوچک‌تر گرینیگ گرفته شده‌است. خانوادهٔ سیمپسون پس از سه سال حضور در برنامهٔ نمایش تریسی آلمن به یک سریال تلویزیونی مستقل در شبکهٔ فاکس منتقل شدند که نخستین قسمت آن در ۱۷ دسامبر سال ۱۹۸۹ به روی آنتن رفت.
مگی کوچک‌ترین فرزند هومر و مارج، و خواهر کوچک‌تر بارت و لیسا می‌باشد. او اغلب در حال مکیدن پستانک قرمزش دیده می‌شود و هنگام راه‌رفتن معمولاً به لباس‌هایش گیر می‌کند و با صورتش زمین می‌خورد (این شوخی تکرارشونده بیشتر در فصل‌های اولیهٔ سریال رایج بود). مگی به‌عنوان یک نوزاد هنوز صحبت کردن را یاد نگرفته، اما در نخستین انیمیشن کوتاه از نمایش تریسی آلمن به‌نظر می‌رسد که حرف می‌زند.
مگی با اینکه به‌ندرت صحبت می‌کند، اما اغلب صدای خاص مکیدن پستانک از خود ایجاد می‌کند؛ و این صدا به‌نوعی به نماد این شخصیت تبدیل شده است. صدای مکیدن پستانک وی توسط خالق مجموعه، مت گرینیگ، و تهیه‌کنندهٔ اولیهٔ سریال، گابور چاپو ضبط شده است. صداپیشگی‌های گاه‌به‌گاه و دیگر آواهای مگی در حال حاضر توسط نانسی کارترایت انجام می‌شود؛ با این حال، بازیگران مهمان از جمله کارول کین، جیمز ارل جونز، الیزابت تیلور، و جودی فاستر نیز صداپیشگی او را بر عهده داشته‌اند. همچنین برخی از صداپیشگان اصلی سریال مانند یاردلی اسمیت و هری شیرر نیز گاهی صداپیشگی او را انجام داده‌اند. مگی در رسانه‌های مختلف سیمپسون‌ها حضور یافته؛ از جمله بازی‌های ویدیوئی، فیلم سیمپسون‌ها، سیمپسونز راید آگهی‌ها و کتاب‌های کمیک.